# شركة شمال القاهرة لتوزيع الكهرباء
شركة شمال القاهرة لتوزيع الكهرباء، هي شركة حكومية لإنتاج الكهرباء، وتابعة للشركة القابضة لكهرباء مصر

## عن الشركة

### مكونات الشبكة في شمال القاهرة لتوزيع الكهرباء
- عدد المحطات 60 محطة
- عدد الموزعات 376 موزع
- عدد الاكشاك (لمحولات) 15858 محول
- عدد صناديق التوزيع 37925 صندوق
- أطوال كابلات الجهد المتوسط بلغت 15022 كم
- أطوال كابلات الجهد المنخفض بلغت 30163 كم

### عدد المشتركيين بالشركة:
اجمالى 3.967 مليون مشترك اى ما يقرب من 4 ملايين مشترك
- عدد العاملين بالشركة:

اجمالى 13.2 الف عامل
- عدد الادارات بالشركة:

نطاق الشركة (مصر الجديدة - مدينة السلام - مدينه العبور - مدينه نصر- العباسية -القاهرة الجديدة - شبرا -شبرا الخيمة - القناطر - الحلمية المطرية - المرج - الخانكة).

## أهداف الشركة
توزيع وبيع الطاقة الكهربائية للمشتركين علي الجهود المتوسطة والمنخفضة المشتراة
إدارة وتشغيل وصيانة شبكات الجهد المتوسط والمنخفض بالشركة.
اعداد دراسات خطط التنبؤ بالاحمال والطاقة للمشتركين في نطاق الشركة.
القيام باعمال الدراسات والبحوث والتصميمات وتنفيذ مشروعات توصيل التيار الكهربائي للاستخدامات المختلفة.
إدارة وتشغيل وصيانة محطات توليد الكهرباء المعزولة عن الشبكة الكهربائية الموحدة بالشركة.
القيام باي أعمال أو انشطة اخري مرتبطة أو مكملة لنشاط الشركة.
القيام بما يعهد به الغير للشركة من أعمال تدخل في نشاطها بما يحقق عائدا اقتصاديا للشركة.

## مكونات الشبكة
مكونات شبكات التوزيع حتى 30 يونيو 2013:
٭ أطوال الخطوط الهوائية للجهد المتوسط بلغت 515.040 كم.
٭ أطوال الكابلات الأرضية للجهد المتوسط بلغت 14912.351 كم.
٭ أطوال الخطوط الهوائية للجهد المنخفض بلغت 3004.885 كم.
٭ أطوال الكابلات الأرضية للجهد المنخفض بلغت 29914.792 كم.
٭ عدد لوحات توزيع الجهد المتوسط بلغت 376 موزع.
٭ عدد محولات الجهد المتوسط بلغت 15858 محول، بسعة إجمالية 12298.51 م.ف.ا.
٭عدد صناديق توزيع الجهد المنخفض بلغت 37925 صندوق.

## وصلات خارجية
- http://ncedc.gov.eg/